# Irma Valová
Irma Valová (* 26. července 1965 Zlín) je bývalá československá hráčka basketbalu. Je vysoká 188 cm. Je zařazena na čestné listině mistrů sportu.

## Sportovní kariéra
Patřila mezi opory basketbalového reprezentačního družstva Československa, za které v letech 1984 až 1991 hrála celkem 225 utkání a má významný podíl na dosažených sportovních výsledcích. Zúčastnila se kvalifikace na Olympijské hry 1984 (Havana, Kuba) - 8. místo a 1988 (Kuala Lumpur, Malajsie) - 5. místo, Olympijských her 1988 (Soul, Jižní Korea) - 8. místo, dvou Mistrovství světa 1986 (Moskva) - 4. místo a 1990 (Kuala Lumpur, Malajsie) - 4. místo a tří Mistrovství Evropy 1987, 1989, 1991, na nichž získala jednu bronzovou medaili za třetí místo na ME 1989. S družstvem Československa na Mistrovství Evropy juniorek získala v roce 1983 (Pescara, Itálie) první místo a titul mistryně Evropy, v roce 1984 (Toledo, Španělsko) třetí místo a bronzovou medaili.
V československé basketbalové lize žen hrála celkem 10 sezón (1982-1992) za družstvo Sparta Praha, s nímž získala v ligové soutěži dva tituly mistra Československa (1985-1987), třikrát druhé místo (1982-1984, 1991) a třikrát třetí místo (1985, 1987-1989). V sezónách 1989/90 a 1991/92 byla dvakrát vybrána do All-Stars - nejlepší pětice hráček československé ligy. Je na 10. místě v dlouhodobé tabulce střelkyň československé ligy žen za období 1963-1993 s počtem 3905 bodů. S klubem se zúčastnila 2 ročníků Poháru mistrů evropských zemí v basketbalu žen (PMEZ), ve kterém v roce 1988 byla na 5. místě ve finálové skupině a v roce 1987 hrála ve čtvrtfinálové skupině. Dále v Poháru vítězů pohárů, Ronchetti Cup družstvo hrálo 5 ročníků (1983-1990) a hrálo ve čtvrtfinálové skupině s umístěním 2x na 2. místě (1983, 1984), 2x na 3. místě (1986, 1989) a 1x na 4. místě (1990).  
Od roku 1992 hrála ve Španělsku za kluby La Coroňa, Lasarte-Oria, Santa Cruz de Tenerife. Od roku 1995 hrála v české basketbalové lize za družstva BK Žabiny Brno (1995-1997), BK Kaučuk Kralupy nad Vltavou (1997-1999), SBC Hanácká kyselka Přerov (1999-2000). V sezóně 1996/97 byla vyhlášena jako nejlepší česká basketbalistka.

## Sportovní statistiky

### Kluby
- 1981-1990 Sparta Praha, celkem 9 sezón a 8 medailových umístění: 2x mistryně Československa (1985-1987), 3x vicemistryně Československa (1981-1984), 3x 3. místo (1985, 1987-1989), 1x 5. místo (1990)
- 1989-1992: nejlepší pětka hráček ligy - zařazena 2x: 1989/90, 1991/92
- 10. místo v dlouhodobé střelecké tabulce ligy s počtem 3905 bodů
- od 1992/93 Španělsko: kluby La Coroňa, Lasarte-Oria, Santa Cruz de Tenerife
- 1995-1997 BK Žabiny Brno, 1997-1999 BK Kaučuk Kralupy nad Vltavou, 1999-2000 SBC Hanácká kyselka Přerov

### Evropské poháry
- S klubem Sparta Praha - je uveden (počet zápasů, vítězství - porážky) a výsledek v soutěži
  - Pohár mistrů evropských zemí v basketbalu žen (PMEZ) - celkem 2 ročníky poháru, 1988 (12 5-7) ve finálové skupině na 5. místě, 1987 (8 4-4) ve čtvrtfinálové skupině na 3. místě
  - Pohár vítězů pohárů - Ronchetti Cup - celkem 5 ročníků poháru, 5x účast ve čtvrtfinálové skupině: 2x 2. místo 1983 (4 3-1), 1984 (6 3-3), 2x 3. místo 1986 (4 0-4), 1989 (8 4-4), 1x 4. místo 1990 (8 1-7)
- SYMEL Santa Cruz de Tenerife, Španělsko Ronchetti Cup 1995 (166 bodů, 10 zápasů)
- IMOS-Gambrinus Žabovřesky Brno Ronchetti Cup 1996 (104 /9), Euroliga v basketbale žen 1997 (236 /15)
- BK Unipetrol Kralupy Ronchetti Cup 1998 (165 /8) a 1999 (137 /6)

### Československo
- Kvalifikace na Olympijské hry 1984 Havana, Kuba (54 bodů /6 zápasů) 8. místo, 1988 Kuala Lumpur, Malajsie (92 /10) 5. místo
- Olympijské hry 1988 Soul (14 /5) 8. místo
- Mistrovství světa: 1986 Moskva (77 /7, nejlepší střelkyně) 4. místo, 1990 Kuala Lumpur, Malajsie (41 /7) 4. místo
- Mistrovství Evropy: 1987 Cadiz Španělsko (50 /7) 4. místo, 1989 Varna, Bulharsko (18 /3) 2. místo, 1991 Tel Aviv, Izrael (13 /4) 5. místo, celkem na 3 ME 81 bodů a 14 zápasů, 1x 2. místo (1989)
- 1984-1991 celkem 225 mezistátních zápasů, na OH, MS a ME celkem 320 bodů v 49 zápasech, na ME 1x 2. místo
- Mistrovství Evropy juniorek: 1983 Pescara, Itálie (72 /7) 1. místo a titul mistryně Evropy, 1984 Toledo, Španělsko (97 /7) 3. místo
- Titul mistryně sportu

### Česká republika
- Mistrovství Evropy: 1995 Brno (130 /9) 7. místo, 1999 kvalifikace (50 /5) vítěz skupiny A
- Nejlepší česká basketbalistka sezony 1996/97